# Мірило Праведне
Мірило Праведне — збірник морально-повчальних та юридичних пам'яток. Мірило Праведне складається із 2-х частин, перша з яких містить підбірку виписок із Біблії, «Повісті временних літ», Ізборника 1073, Хроніки Георгія Амартола, Пчели, Шестоднева, книги Єноха та повчань отців Церкви (див. Патристика). Ці різнорідні фрагменти об'єднані темою праведного та неправедного суду і були покликані надати світським властям етичні настанови для відправлення правосуддя. Друга частина (розділена на 30 глав) містить виключно юридичні пам'ятки, зокрема візантійско-болгарський «Закон судний людєм» та «Руську правду» (т. зв. Троїцького виду).
Мірило Праведне відоме в 5-ти списках, найстарший з яких (колишнє зібрання Троїце-Сергієвої лаври, № 15) належить до 2-ї пол. 14 ст. і прикметний, зокрема, тим, що містить другий за древністю список «Руської правди».
Питання часу і місця створення Мірила Праведного не до кінця з'ясоване. Існує гіпотеза про раннє — 12 ст. — походження пам'ятки. Та оскільки Мірило Праведне великою мірою запозичує матеріал із сербської редакції Кормчої (яка з'явилася на Русі 1262), а також містить повчання тверського єпископа Симеона полоцькому князю Костянтину Брячиславичу (1260-ті рр.), остаточне формування Мірила Праведного, імовірно, датували кінцем 13 — початком 14 ст. Щодо місця укладення Мірила Праведного висловлювалися гіпотези про Київ (як традиційний культурний центр Русі) та Північно-Східна Русь (як новий політичний центр після монгольського завоювання).